# Дупница (пещера)
Вижте пояснителната страница за други значения на Дупница.
Дупница (на турски: Dupnisa, Дупниса или Dupnisa Mağarası, Дупниса Маарасъ) е пещерна система в турската част на планината Странджа.

## Характеристики
Пещерата е разположена на 5-6 километра югозападно от село Сарпач (Сарпдере) и на десетина километра западно от град Малък Самоков (Демиркьой). Оформена е преди около 180 милиона години. Пещерата има три входа и цялостната ѝ дължина е 3200 m. Първият вход е Дупница долина (Dupnisa Dolin), като първите 1000 метра са под вода - реката, която извира от пещерата, е Резовската река (според друго схващане началото на Резовската река е река Паспалдереси). Вторият вход е суха пещера с два отделни входа – единият е 363 m, а другият – 456 m. Третият вход – пещерата Къз – започва със склон от 60 градуса. В пещерата има зала с размери 150 на 60 m.
Районът на Дупница е обявен от турската държава за защитена местност от първа степен. Отворена е за туристи от 2003 година. Пещера „Дупница“ се води като най-дългата пещера в Турция

## Село Дупница
Край пещерата е било разположено малкото българско село Дупница (15-20 къщи), изселено в България след Междусъюзническата война през 1913 година, и манастирът „Свети Петър“.